# Partir un jour
Partir un jour is een Franse komische dramafilm uit 2025, geregisseerd en mede geschreven door Amélie Bonnin in haar regiedebuut. De hoofdrollen worden vertolkt door Juliette Armanet en Bastien Bouillon.

## Verhaal
Cécile verlaat Parijs en keert terug naar het dorp waar ze is opgegroeid nadat haar vader een hartaanval heeft gekregen. Daar stond ze op het punt haar droom te verwezenlijken, namelijk het openen van haar eigen gastronomisch restaurant. In het dorp ontmoet ze weer haar jeugdliefde.

## Rolverdeling
| Acteur                | Personage                        |
| --------------------- | -------------------------------- |
| Juliette Armanet      | Cécile Béguin                    |
| Bastien Bouillon      | Raphaël Tenreiro                 |
| François Rollin       | Gérard Béguin, vader van Cécile  |
| Tewfik Jallab         | Sofiane Garbi                    |
| Dominique Blanc       | Fanfan Béguin, moeder van Cécile |
| Mhamed Arezki         | Eddy                             |
| Pierre-Antoine Billon | Richard                          |
| Amandine Dewasmes     | Nathalie                         |

## Productie
Partir un jour is gebaseerd op de gelijknamige korte film van Bonnin, waarmee ze onder andere in 2023 de César voor beste korte film won. De mannelijke hoofdrolspeler uit de originele korte film werd vervangen door een vrouwelijke hoofdrolspeler. De hoofdrol wordt vertolkt door de Franse zangeres Juliette Armanet in haar acteerdebuut.

## Release
Partir un jour ging op 13 mei 2025 in première als openingsfilm van het Filmfestival van Cannes.